# 1763
| [ Edytuj tabelę ]              | |
| Król Polski                    | - 1733 August III Sas 1763 |
| Emir Afganistanu               | - 1747 Ahmed Szah Abdali (padyszach) 1772                                                                                          |
| Współksiążęta Andory           | - 1763 Francesc Fernández de Xátiva y Contreras 1771 - 1715 Ludwik XV 1774                                                         |
| Elektor Bawarii                | - 1745 Maksymilian III Józef 1777                                                                                                  |
| Sułtan Brunei                  | - 1762 Omar Ali Saifuddin I 1795                                                                                                   |
| Cesarz Chin                    | - 1735 Qianlong 1796 |
| Król Czech                     | - 1743 Maria Teresa 1780 |
| Król Danii                     | - 1746 Fryderyk V 1766 |
| Dalajlama                      | - 1758 Jamphel Gjaco 1804 |
| Cesarz Etiopii                 | - 1755 Joas I 1769 |
| Król Francji                   | - 1715 Ludwik XV 1774 |
| Król Gruzji                    | - 1762 Herakliusz II 1798 |
| Król Hiszpanii                 | - 1759 Karol III 1788 |
| Landgraf Hesji-Kassel          | - 1760 Fryderyk II Heski 1785 |
| Stadhouder Holandii            | - 1751 Wilhelm V Orański 1795 |
| Szach Iranu                    | - 1750 Karim Chan 1779 |
| Państwo Wielkich Mogołów       | - 1759 Shah Alam II 1806 |
| Król Irlandii                  | - 1760 Jerzy III Hanowerski 1820                                                                                                   |
| Cesarz Japonii                 | - 1762 Go-Sakuramachi 1770 |
| Kalif                          | - 1757 Mustafa III 1773 |
| Patriarcha Konstantynopola     | - 1761 Joannik III 1763 - 1763 Samuel I Chaceres 1768                                                                              |
| Władca Korei                   | - 1724 Yŏngjo 1776 |
| Książę Kurlandii i Semigalii   | - 1759 Karol Krystian Wettyn 1763 - 1763 Ernest Jan Biron 1769                                                                     |
| Emir Kuwejtu                   | - 1762 Abd Allah I 1814 |
| Książę Liechtensteinu          | - 1748 Józef Wacław 1772 |
| Sułtan Maroka                  | - 1757 Muhammad III 1790 |
| Książę Monako                  | - 1733 Honoriusz III 1793 |
| Król Nawarry                   | - 1710 Ludwik XV 1774 |
| Król Norwegii                  | - 1746 Fryderyk V 1766 |
| Sułtan Omanu                   | - 1749 Ahmad ibn Sa’id 1783 |
| Elektor Palatynatu             | - 1742 Karol IV Teodor 1799 |
| Papież                         | - 1758 Klemens XIII 1769 |
| Książę Parmy i Piacenzy        | - 1748 Filip 1765 |
| Król Portugalii                | - 1750 Józef 1777 |
| Król w Prusach                 | - 1740 Fryderyk II Wielki 1772 |
| Car Rosji                      | - 1762 Katarzyna II Wielka 1796 |
| Cesarz Rzymski (niemiecki)     | - 1745 Franciszek I Lotaryński 1765                                                                                                |
| Kapitanowie Regenci San Marino | - 1762 Giambattista Zampini Pompeo Zoli 1763 - 1763 Giambattista Bonelli Filippo Fazzini 1763 - 1763 Girolamo Gozi Paolo Tini 1764 |
| Elektor Saksonii               | - 1733 Fryderyk August II (król Polski) 1763 - 1763 Fryderyk Krystian Leopold Wettyn 1763 - 1763 Fryderyk August III 1806          |
| Król Sardynii                  | - 1730 Karol Emanuel III 1773 |
| Król Szwecji                   | - 1751 Adolf Fryderyk 1771 |
| Król Tajlandii                 | - 1758 Suriyamarin 1767 |
| Sułtan Turków                  | - 1757 Mustafa III 1774 |
| Doża Wenecji                   | - 1762 Marco Foscarini 1763 - 1763 Alvise Giovanni Mocenigo 1779                                                                   |
| Król Węgier                    | - 1740 Maria Teresa 1780 |
| Monarcha Wielkiej Brytanii     | - 1760 Jerzy III 1820 |
| Premier Wielkiej Brytanii      | - 1762 John Stuart 1763 - 1763 George Grenville 1765                                                                               |

Rok 1763 / MDCCLXIII
stulecia: XVII wiek ~
XVIII wiek ~
XIX wiek

lata: 1753 «
1758 «
1759 «
1760 «
1761 «
1762 «
1763
» 1764
» 1765
» 1766
» 1767
» 1768
» 1773

## Wydarzenia w Polsce
- 14 września – na Śląsk władze pruskie wprowadziły ustawy germanizacyjne.
- 5 października – w Dreźnie zmarł August III, król Polski z dynastii Wettynów wybrany na drodze wolnej elekcji.

## Wydarzenia na świecie
- 27 stycznia – stolicę portugalskiej Brazylii przeniesiono z Salvadoru do Rio de Janeiro.
- 10 lutego – podpisaniem pokoju paryskiego zakończono wojnę siedmioletnią.
- 15 lutego – zawarto austriacko-sasko-pruski pokój w Hubertusburgu, kończący wojnę siedmioletnią. Prusy zatrzymały Śląsk, August III Sas odzyskał Saksonię, a Austria otrzymała obietnicę wsparcia starań arcyksięcia Józefa II Habsburga (syna Marii Teresy) o koronę cesarską.
- 28 marca – za wystąpienie przeciw sekularyzacji dóbr cerkiewnych metropolita rostowski Arseniusz został przez carycę Katarzynę pozbawiony godności kościelnych i zesłany do klasztoru w Karelii.
- 16 kwietnia – George Grenville został premierem Wielkiej Brytanii.
- 27 kwietnia – wódz z plemienia Ottawa Pontiak przedstawił na naradzie Indian nad rzeką Ecorse plan wywołania antybrytyjskiego powstania.
- 7 maja – wybuchło indiańskie powstanie Pontiaka przeciwko brytyjskiemu panowaniu w Ameryce Północnej.
- 16 maja – pierwsze spotkanie angielskiego leksykografa Samuela Johnsona ze szkockim prawnikiem Jamesem Boswellem, swym przyszłym biografem.
- 28 czerwca – trzęsienie ziemi na Węgrzech i Słowacji.
- 31 lipca – powstanie Pontiaca: bitwa pod Bloody Run.
- 4 sierpnia – powstanie Pontiaka: rozpoczęła się wygrana przez Brytyjczyków bitwa pod Bushy Run.
- 2 grudnia – w Newport w Rhode Island otwarto pierwszą synagogę na terenie dzisiejszych Stanów Zjednoczonych.

## Urodzili się
- 26 stycznia – Karol XIV Jan, założyciel panującej do tej pory w Szwecji dynastii Bernadotte (zm. 1844)
- 9 lutego
  - Helena Apolonia Massalska, polska szlachcianka, pamiętnikarka (zm. 1815)
  - Buckner Thruston, amerykański prawnik, polityk, senator ze stanu Kentucky (ur. 1845)
- 21 marca – Jean Paul, niemiecki pisarz (zm. 1825)
- 7 maja – Józef Poniatowski, polski generał, minister wojny i Wódz Naczelny Wojsk Polskich Księstwa Warszawskiego, marszałek Francji (zm. 1813)

- 1 czerwca – Johann Leibitzer, spiskoniemiecki sadownik i pomolog (zm. 1817)

- 19 czerwca – Jan Chrzciciel Michał Pontus, francuski duchowny katolicki, męczennik, błogosławiony (zm. 1792)
- 21 czerwca – Pierre Paul Royer-Collard, francuski filozof i polityk (zm. 1845)
- 31 grudnia – Ludwik Mauduit, francuski duchowny katolicki, męczennik, błogosławiony (zm. 1792)

## Zmarli
- 17 lutego – Christoph Schaffrath, niemiecki kompozytor, klawesynista i teoretyk muzyki (ur. 1709)
- 5 października – August III Sas, król Polski i wielki książę litewski (ur. 1696)
- 28 października – Henryk Brühl, hrabia, pierwszy minister i faworyt Augusta III (ur. 1700)
- 27 listopada – Izabela Maria Burbon-Parmeńska, najstarszą córką Filipa I Burbona (ur. 1741)

## Święta ruchome
- Tłusty czwartek: 10 lutego
- Ostatki: 15 lutego
- Popielec: 16 lutego
- Niedziela Palmowa: 27 marca
- Wielki Czwartek: 31 marca
- Wielki Piątek: 1 kwietnia
- Wielka Sobota: 2 kwietnia
- Wielkanoc: 3 kwietnia
- Poniedziałek Wielkanocny: 4 kwietnia
- Wniebowstąpienie Pańskie: 12 maja
- Zesłanie Ducha Świętego: 22 maja
- Boże Ciało: 2 czerwca